# Coupe Warren
 (mai 2019).
Si vous disposez d'ouvrages ou d'articles de référence ou si vous connaissez des sites web de qualité traitant du thème abordé ici, merci de compléter l'article en donnant les références utiles à sa vérifiabilité et en les liant à la section « Notes et références ».
Pour les articles homonymes, voir Warren.

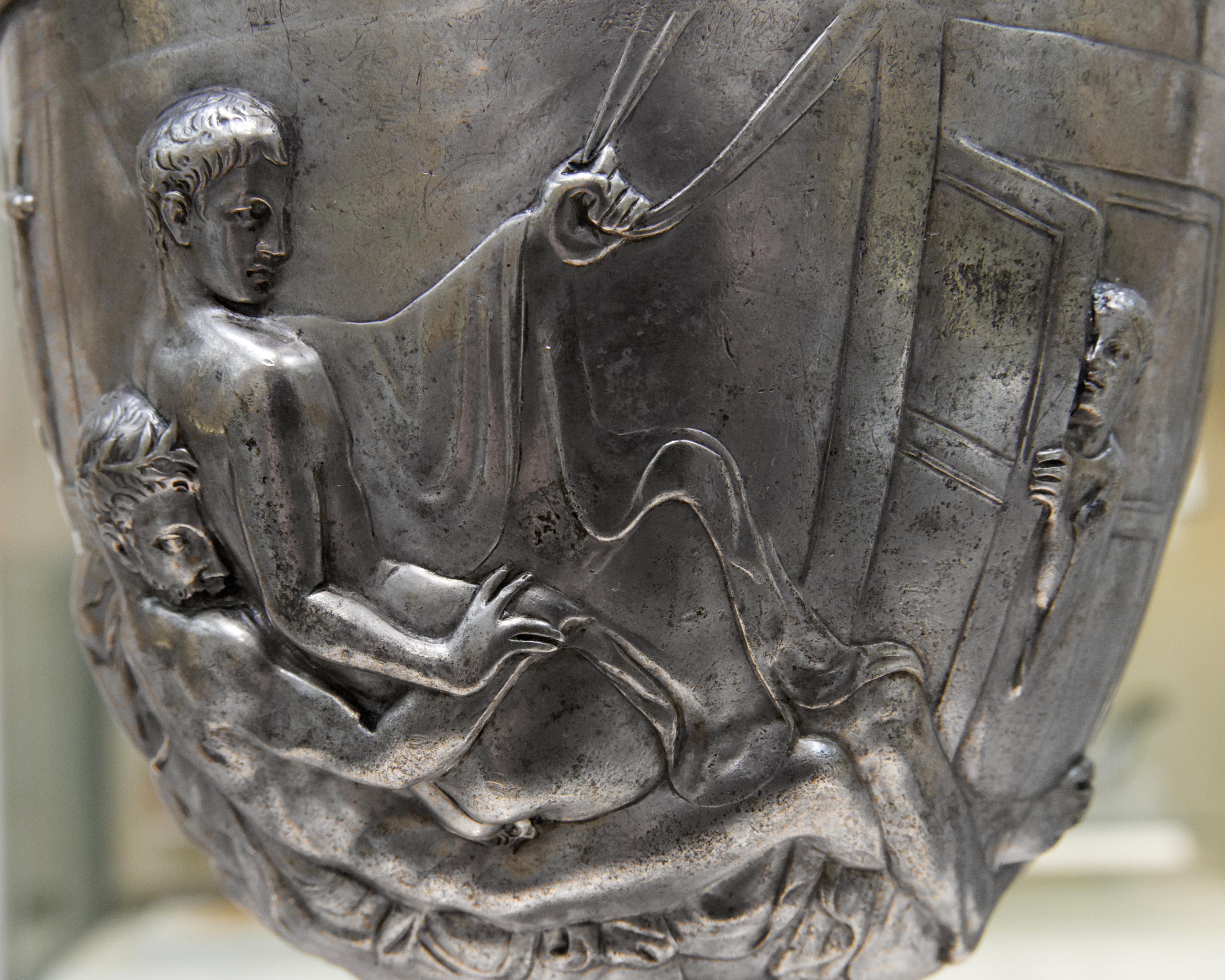
Coupe Warren, scène A

La coupe Warren est une coupe à boire datant de l'empire romain, sur la surface de laquelle sont représentées deux scènes érotiques de nature homosexuelle.
Elle est considérée comme unique en son genre. Son nom provient de son premier propriétaire, le collectionneur et écrivain Edward Perry Warren. Elle est entrée en 1999 dans les collections du British Museum.
Constituée d'argent métal repoussé et ciselé, l'objet est haut de 11 cm et large de 9,9 cm, et possède un pied en argent poli, sur lequel est soudé le récipient.

## Description

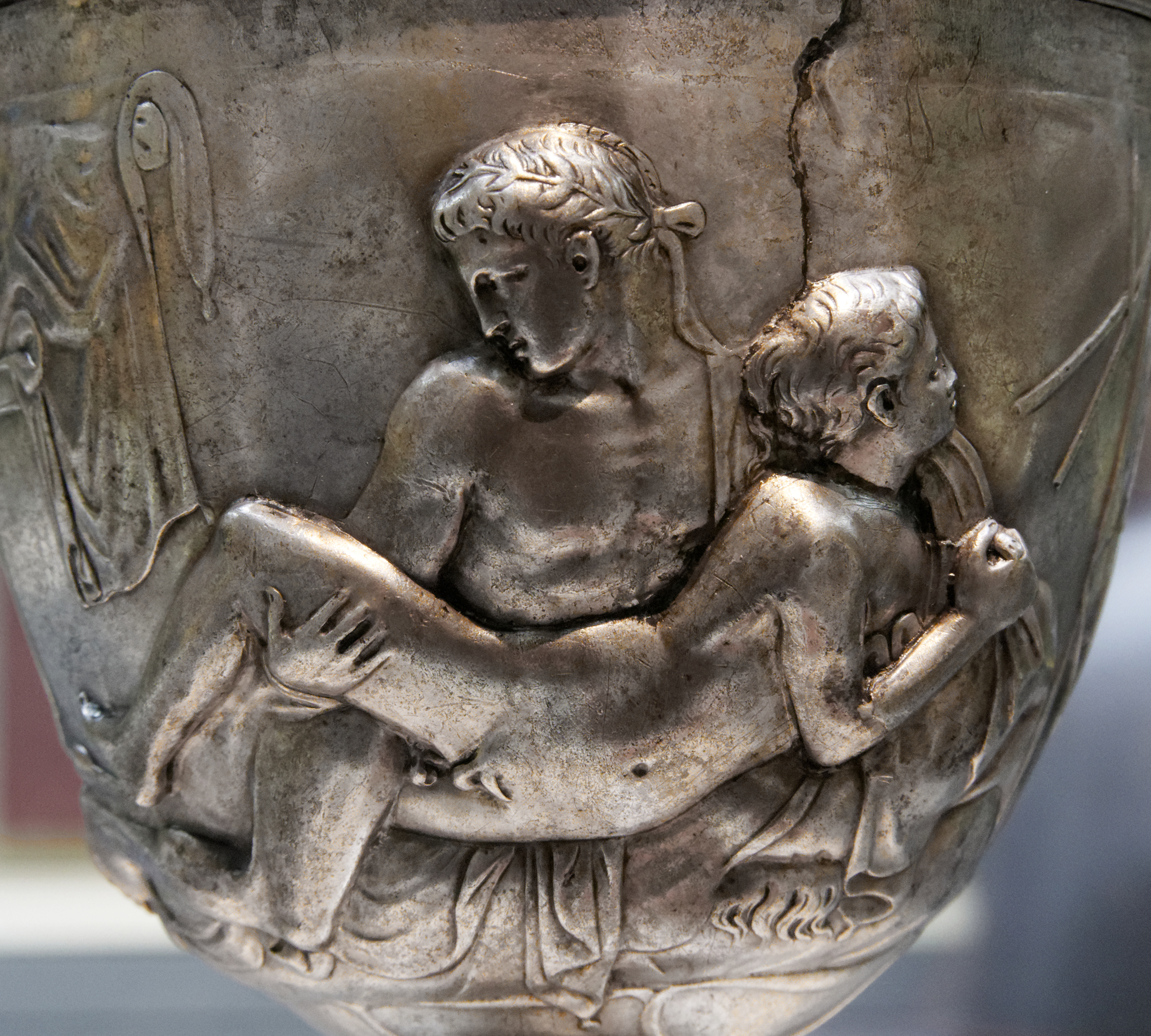
Coupe Warren, scène B.

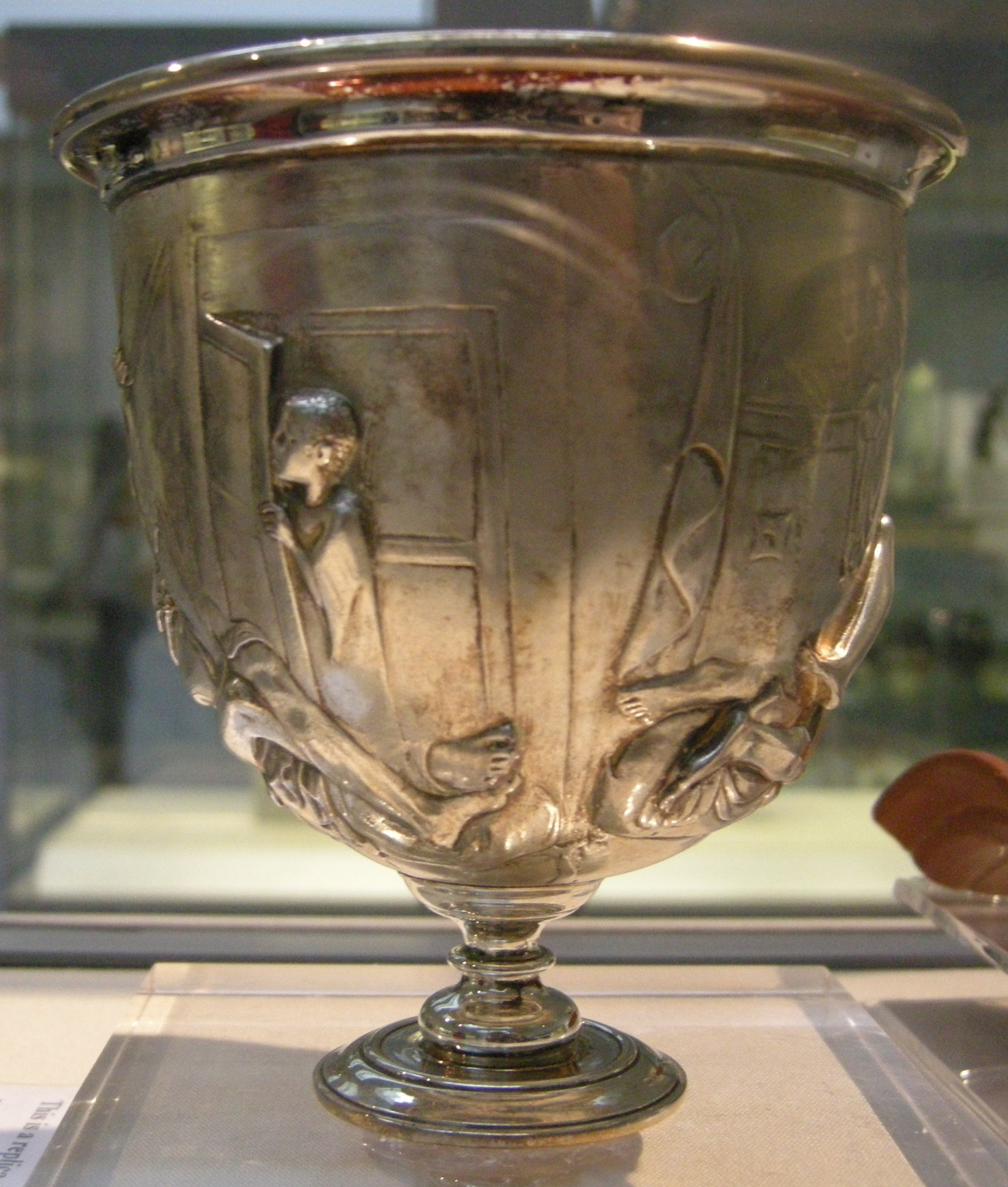
Coupe Warren, vue en pied : scission entre les scènes A et B.

La coupe Warren fut, selon toute vraisemblance, commandée par un riche client romain auprès d'un orfèvre grec, au cours des vingt premières années du premier siècle de notre ère. Elle présente les traits hellénisants de l'art qui devient à la mode sous Néron mais qu'affectionne toute la dynastie julio-claudienne[réf. nécessaire].
Cette coupe peut se décomposer en cinq parties :
- la surface extérieure de la coupe qui présente un bas-relief ;
- l'intérieur qui est fait d'une feuille de métal plus épaisse et lisse afin de faciliter le nettoyage ;
- le pied en argent massif ;
- enfin deux anses qui ont disparu.

Il est probable que certaines parties aient été recouvertes d'or, dont on garde la trace.
La coupe montre des signes d'utilisation répétée sur une longue période. Malgré l'absence des dorures et des anses, elle est dans un excellent état de conservation.
Les Romains utilisaient de tels objets pour alimenter la conversation lors des repas. L'homosexualité n'était pas pour eux un état (et ils ne disposaient pas de mot pour cela) mais un acte très codifié : le citoyen romain devait garder son rôle dominateur durant l'acte qu'il accomplissait uniquement (en théorie) avec des hommes d'un rang inférieur, soit avec un esclave soit avec un prostitué.
L'une des faces montre un homme mûr, barbu, couronné de branches de myrte (il est dit actif, ou « éraste ») en train d'avoir un rapport avec un jeune homme (dit passif, ou « éromène ») au corps en partie couvert d'une toge et qui s'aide d'une corde suspendue pour se positionner. On aperçoit un autre garçon (il porte au cou une bulla, signe qu'il a moins de 17 ans et n'est pas un esclave) qui regarde cette scène en « voyeur » par une porte entrouverte. Il y a là trois acteurs : ce dispositif est présent dans de nombreuses représentations de l'art érotique, et pas seulement occidental.
L'autre face présente le même acte, mais sans témoin, les corps étant disposés autrement et sur une couche bien visible : l'actif n'est pas le même, il est plus jeune, sa tête est toujours cernée de branches de myrte mais son visage est glabre.
Deux instruments de musique, d'origine grecque, sont figurés, un pour chacune des scènes, à savoir une kithara (lyre) et un aulos (deux tuyaux percés de trous préfigurant le hautbois). Ils indiquent que l'on a affaire à une élite raffinée aimant l'art et les plaisirs.
Les représentations d'actes sexuels de nature hétérosexuelle sont fréquentes dans l'art romain. Les actes de nature homosexuelle sont plus rarement représentés.

## Edward Warren
Edward Perry Warren (8 juin 1860 – 28 décembre 1928) naît au sein d'une riche famille de Boston. Il fait ses études à Harvard où il rencontre John Marshall qui devient son compagnon. Ils s'installent à Lewes dans le Sussex et forment le centre d'un cercle littéraire et artistique. La plupart de ses objets seront vendus au musée des beaux-arts de Boston.
Ned Warren (ainsi qu'il était connu) écrit, entre autres, un livre sur la Défense de l'amour uranien (A Defense of Uranian love), c'est-à-dire de l'amour entre hommes, publié sous le pseudonyme d'Arthur Lyon Raile en 1928.
Il commanda à Auguste Rodin une version de son célèbre Baiser et le légua à la ville de Lewes, qui refusa le don comme étant « trop grand et trop nu ». La statue fait aujourd'hui partie des collections de la Tate Gallery.
Il reste néanmoins célèbre pour avoir été le premier acquéreur, en 1911, à Rome, pour la somme de 2 000 dollars, de la coupe romaine qui porte désormais son nom.

## Entrée dans les collections du British Museum
La coupe provient de façon certaine du marché des antiquités de Jérusalem. L'homme qui vendit l'objet à Warren en 1911 déclara qu'elle venait de fouilles pratiquées sur le site de la cité de Battir et qu'elle avait été trouvée parmi d'autres objets précieux dont des monnaies romaines datant de l'empereur Claude. Neil MacGregor, directeur du British Museum, pose l'hypothèse que cette coupe se soit retrouvée enterrée dans cette cité en l'an 66, les Juifs se révoltent contre l'occupant romain et reprennent le contrôle de leur cité, et comme souvent dans ce genre de situation, les colons s'enfuient en dissimulant leurs richesses.
En 1921, une photographie de la coupe est, pour la première fois, publiée dans un ouvrage en allemand de Gaston Vorberg portant sur les représentations érotiques dans l'art antique, Die Erotik der Antike in Kleinkunst und Keramik (Munich, Georg Müller Verlag) : le visuel montre que la coupe n'a pas été nettoyée.
En 1929, la coupe passe à Asa Thomas, le secrétaire de Warren, qui hérite d'une partie de ses biens. Elle est nettoyée et proposée en 1930 au British Museum, mais elle est alors refusée par l'institution britannique ; son imagerie est jugée obscène et choque le principal conservateur. Ce refus occulte pendant vingt ans le caractère historique et informatif sur les mœurs gréco-romaines, ainsi que la valeur artistique indéniable de cet objet considéré à l'époque comme unique en son genre. En 1952, l'un des anciens compagnons de Warren, Harold W. Parsons, propose à Asa Thomas de vendre la coupe à des institutions ou des collectionneurs américains ; peine perdue car, envoyé aux États-Unis en 1953, l'objet est intercepté par les douaniers qui le classent immédiatement comme pornographique (donc illégal sur le sol américain). La veuve d'Asa Thomas revend ensuite la coupe au marchand d'art John K. Hewett en octobre 1954, lequel persuade Denys Haynes, responsable du département des antiquités grecques et romaines au British Museum, de la soumettre à l'avis de Lord Crawford, membre éminent du bureau des trustees du musée : Crawford renonce, puisque l'archevêque de Canterbury est également membre de ce bureau. La coupe est vendue en 1966 pour la somme de 6 000 livres sterling à un particulier vivant en dehors du Royaume-Uni. Elle finit par être exposée au Metropolitan Museum of Art, comme dépôt temporaire, et, en 1998, elle est mise aux enchères.
En 1999, le British Museum l'acquiert pour la somme de 1,8 million de livres sterling, grâce aux généreuses contributions de l'Heritage Lottery Fund, du National Art Collections Fund et de l'Association des amis du musée, afin d'éviter qu'elle ne reparte à l'étranger. L'attitude vis-à-vis de l'homosexualité en général a, entre-temps, considérablement évolué, et les élites muséales, en particulier, ont changé. La somme payée par le musée excède de loin le prix demandé par le passé. Elle représente même le prix le plus important jamais payé par le British Museum pour un objet de type décoratif.
La coupe Warren a fait l'objet d'une exposition particulière intitulée « The Warren Cup: Sex and society in ancient Greece and Rome » (La coupe Warren : sexe et société dans la Grèce et la Rome antiques), du 11 mai au 2 juillet 2006.
La coupe  Warren est le 36e objet de la série Une histoire du monde en cent objets, produite par la BBC Radio 4 et diffusée initialement en  2010.